# Roger Romani
Pour les articles homonymes, voir Romani (homonymie).
Roger Romani, né le 25 août 1934 à Tunis (Tunisie) et mort le 20 février 2025 à Paris, est un homme politique français. Il est connu pour avoir été un des plus proches collaborateurs de Jacques Chirac durant l'ensemble de son parcours politique.

## Biographie

### Carrière
Après avoir été assistant de direction à l'Office de radiodiffusion-télévision française (ORTF), Roger Romani commence sa carrière politique en 1967, lorsqu'il devient chargé des relations avec le Parlement au cabinet d'Yves Guéna, ministre des Postes et Télécommunications. Deux ans plus tard, il est chargé de mission auprès de Roger Frey, ministre des Relations avec le Parlement. Il rencontre Jacques Chirac lorsque ce dernier remplace Roger Frey en janvier 1971. Commence alors une longue collaboration avec Jacques Chirac, qu'il suit en tant que conseiller à travers tous ses portefeuilles ministériels : Relations avec le Parlement (1971-1972), Agriculture (1972-1974) et Intérieur (1974),,.
Parallèlement à sa carrière gouvernementale, il est élu conseiller de Paris représentant le 5e arrondissement. Il devient adjoint au maire de Paris lorsque Jacques Chirac remporte les premières élections municipales dans la capitale en 1977. La même année, il est élu sénateur, puis conseiller régional d'Île-de-France quelque temps après. D'origine corse, il est étroitement impliqué dans les dossiers relatifs à l'île et fait partie avec Jean Tiberi et Jacques Dominati du « clan corse » qui entoure Jacques Chirac à l'hôtel de ville de Paris.
En 1974, il rejoint Jacques Chirac, devenu Premier ministre, en tant que conseiller, poste qu'il retrouve en 1986 lorsque Chirac revient à Matignon durant la première cohabitation. Cette année-là, il est également chargé par le ministre de l'Intérieur, Charles Pasqua, du nouveau découpage électoral des circonscriptions parisiennes.
Il est ministre délégué aux Relations avec le Sénat, chargé des Rapatriés dans le gouvernement de cohabitation d'Édouard Balladur, de 1993 à 1995, sous la présidence de François Mitterrand. Il est également ministre des Relations avec le Parlement, de 1995 à 1997, dans les gouvernements Juppé I et II sous la présidence de Jacques Chirac. Après la victoire de la gauche plurielle aux élections législatives de 1997 qui mène à la troisième cohabitation, il devient chargé de mission à l'Élysée auprès de Jacques Chirac. En 2002, il joue avec Jérôme Monod un rôle important dans le ralliement des députés RPR à la construction de l'Union pour un mouvement populaire (UMP).
Il redevient sénateur en 2002 à la suite de la démission de Michel Caldaguès et est réélu lors des élections sénatoriales de 2004. Au Sénat, il est membre de la commission des Affaires étrangères, de la Défense et des Forces armées et membre du groupe d'études sur l'énergie. Lors des élections sénatoriales de 2011, il figure en 14e position sur la liste conduite par Chantal Jouanno, une place non éligible.
Roger Romani meurt à Paris le 20 février 2025 à l’âge de 90 ans,.

## Détail des fonctions et des mandats

### Mandats locaux
- 1971-1977 : conseiller de Paris (5e arrondissement)
- 1977-1983 : conseiller de Paris (5e arrondissement)
- 1983-1989 : conseiller de Paris (5e arrondissement)
- 1989-1995 : conseiller de Paris (5e arrondissement)
- 1995-2001 : conseiller de Paris (5e arrondissement)
- 1977-1983 : adjoint au maire de Paris, chargé de la Questure
- 1983-1989 : adjoint au maire de Paris, chargé de la Questure
- 1989-1995 : adjoint au maire de Paris, chargé de la Questure
- 1995-2001 : adjoint au maire de Paris, chargé de la Questure
- Conseiller régional d'Île-de-France
- Président du groupe RPR au Conseil de Paris jusqu'en 2001

### Mandats parlementaires
- 25 septembre 1977 - 28 septembre 1986 : sénateur de Paris
- 28 septembre 1986 - 30 avril 1993 : sénateur de Paris
- 1er octobre 2002 - 26 septembre 2004 : sénateur de Paris
- 26 septembre 2004 - 30 septembre 2011 : sénateur de Paris
- 2008-2011 : vice-président du Sénat

### Fonctions ministérielles
- 30 mars 1993 - 11 mai 1995 : ministre délégué aux Relations avec le Sénat, chargé des Rapatriés
- 18 mai 1995 - 7 novembre 1995 : ministre des Relations avec le Parlement
- 7 novembre 1995 - 2 juin 1997 : ministre des Relations avec le Parlement

## Décoration
- Officier de la Légion d'honneur (1er janvier 2012).